# هارولد دیوید لندن
هارولد دیوید لندن (۲۸ اوت ۱۹۰۶ تا ۲۹ مارس ۱۹۸۰) یک کارمند دولتی نیوزیلند، فیلادلیست، مدیر دوچرخه سواری، سردبیر و مورخ محلی بود. او در ۲۸ اوت ۱۹۰۶ در کیمبولتن، ماناواتو /هورووناو، نیوزیلند متولد شد.